# Luokou-Eisenbahnbrücke
Die Luokou-Eisenbahnbrücke, offiziell die Luokou-Eisenbahnbrücke über den Gelben Fluss, (chinesisch 泺口黄河铁路桥, Pinyin Luòkǒu Huánghé Tiělù Qiáo) quert den Gelben Fluss bzw. den Huangho bei Jinan, der Hauptstadt der Provinz Shandong der Volksrepublik China. In der deutschen Literatur wurde sie lange als Hoangho-Brücke bezeichnet.
Die 1913 eröffnete Hoangho-Brücke wurde im Zuge des Baus der Chinesischen Staatseisenbahn Tientsin–Pukow errichtet. Mit ihrer Fertigstellung konnte diese Eisenbahnstrecke in ganzer Länge in Betrieb genommen werden. Dadurch entstand außerdem eine Verbindung zwischen Peking und Nanking und durch den Anschluss an die Transsibirische Eisenbahn eine Schienenverbindung zwischen Europa und Zentralchina.
Sie hat ihren heutigen Namen von Luokou, einem wenige hundert Meter oberhalb der Brücke gelegenen Ort bzw. heutigen Stadtviertel.

## Beschreibung
Die eingleisige Eisenbahnbrücke überquert mit ihrer Länge von insgesamt 1225,2 m nicht nur den Strom, sondern auch ein breites Hochwasserbett. Ihre stählernen Fachwerkträger überspannen insgesamt zwölf Öffnungen.
Die 422,1 m lange Strombrücke ist eine Gerberträgerbrücke mit einer Mittelöffnung von 164,7 m, die aus einem 109,8 m langen Einhängeträger und den beiden je 27,45 m langen Kragarmen besteht. Die beiden  Seitenöffnungen haben Stützweiten von je 128,7 m. Eine Vorlandbrücke mit einer Stützweite von 92,1 m stellt die Verbindung zum südlichen Widerlager her. Im Norden schließen sich acht Vorlandbrücken mit Stützweiten von 92,1 m und 7 × 92,7 m an.
Die Pfeiler bestehen aus Beton, der mit Naturstein verkleidet wurde. Für die Gründung der Pfeiler mussten außergewöhnliche Maßnahmen durchgeführt werden, um mit zahlreichen gerammten Pfählen ein tragfähiges Fundament in dem aus vielen Löss-Schichten bestehenden Schwemmland zu schaffen.
Die Brücke ist insgesamt 10,8 m breit. Der Achsabstand zwischen den Hauptträgern beträgt 9,4 m. Sie hat ein Gleis in der Mitte und daneben zwei durch Gitter abgetrennte Fußwege von je 1,75 m Breite und war von Anfang an für eine mögliche Erweiterung auf zweigleisigen Betrieb konzipiert. Dafür hätten die Träger verstärkt und die Fußwege außerhalb der Hauptträger auf Auslegern angeordnet werden müssen. Dazu ist es aber nie gekommen. Vielmehr wurden eine weitere Eisenbahnbrücke 17 km stromaufwärts und eine neue Brücke für die 2011 eröffnete Schnellfahrstrecke Peking–Shanghai 10 km stromaufwärts gebaut.

## Geschichte
Aufgrund eines vorläufigen Vertrages vom 19. Mai 1899 mit dem Kaiserreich China unter der Qing-Dynastie erhielt eine deutsch-englische Gesellschaft, vertreten durch die Deutsch-Asiatische Bank und die Hongkong and Shanghai Banking Corporation, die Lizenz zum Bau einer Eisenbahn zwischen Tientsin (Tianjin) und ursprünglich Tschinkiang (Zhenjiang). Jahre später wurde der Endpunkt nach Pukow (Pukou) am Nordufer des Jangtsekiang verschoben, heute ein Stadtviertel von Nanjing in Jiangsu.
1902 beauftragte die Deutsch-Chinesische Eisenbahngesellschaft die „Vereinigte Maschinenfabrik Augsburg und Maschinenbaugesellschaft Nürnberg A.-G., Zweiganstalt Gustavsburg“ mit den nötigen Vorarbeiten, um die für eine Brücke dieser Größenordnung notwendigen Angaben über Bodenbeschaffenheit, Wasserstände, Wassermengen, Überschwemmungsgebiete etc. zu beschaffen. Den Beteiligten war bekannt, dass der Fluss erst 1898 etwa 28 km weiter unterhalb seine Deiche durchbrochen und ca. 300 km² mit einer 0,6 bis 3 m starken Lössschicht bedeckt hatte. Nach langen Erkundungen wurde die Lage der Baustelle bei Luokuo ausgewählt, wo der nördlich gelegene felsige Hügel Queshan (Que-Hügel, 鹊山) und auf der Südseite die steinerne Fassung des Uferdeiches von Luokuo zumindest etwas Sicherheit boten, dass der Gelbe Fluss sein eingedeichtes Hochwasserbett nicht verlassen würde.
1904 führte die Deutsch-Chinesische Eisenbahngesellschaft eine beschränkte Ausschreibung für die Planung und den Bau der Brücke durch, an der die Gutehoffnungshütte (Brückenbau-Abteilung Sterkrade), die AG für Eisenindustrie und Brückenbau vormals Johann Caspar Harkort (Duisburg), die MAN (Werk Gustavsburg), die Union AG (Dortmund) und die Vereinigte Königs- und Laurahütte (Königshütte, Oberschlesien) teilnahmen.
Den Zuschlag erhielt die MAN. Der Entwurf sah eine Gerberträgerbrücke mit einer Hauptöffnung von 128,7 m und einschließlich der Vorlandbrücken insgesamt 21 Öffnungen vor. Die Achsabstände der Hauptträger waren mit 4,8 m geplant. Die Arbeiten konnten jedoch erst nach der Genehmigung des Entwurfs durch das Kaiserreich beginnen. Während des Russisch-Japanischen Krieges (1904–1905) fanden keine Diskussionen über den Entwurf statt. Anschließend befassten sich die Diskussionen vor allem mit den Befürchtungen der Bevölkerung, dass der Brückenbau einen neuen, katastrophalen Deichbruch auslösen könne, und mit deren Angst vor dem Zorn des Flussgottes, der durch den Einbau der Pfeiler erregt werde.
Im Ergebnis wurde ein neuer Entwurf für eine Brücke erstellt, deren Widerlager nicht mehr in die Deiche integriert waren und die weniger Pfeiler hatte. Für die dazu erforderlichen größeren Stützweiten musste ein höheres und wegen der Windlasten auch breiteres Tragwerk geplant werden, was wiederum dazu führte, Vorkehrungen für einen späteren zweigleisigen Verkehr zu treffen.
Am 13. Januar 1908 wurde ein neuer Vertrag geschlossen, der diese Änderungen berücksichtigte. Der erste Spatenstich für die Eisenbahn fand am 30. Juni 1908 bei Tientsin statt. Die Planung der Brücke erfolgte vollständig durch MAN Werk Gustavsburg, die Produktion der Stahlelemente der Brücke wurde zu je einem Drittel verteilt auf MAN-Werk Gustavsburg, GHH und Dortmunder Union. Die Mittelöffnung wurde im Freivorbau, alle anderen Öffnungen auf Gerüsten montiert. Die Arbeiten gingen unter den Augen der mehr als skeptischen Bevölkerung problemlos voran. Das unfertige Bauwerk überstand auch das Hochwasser von 1910, das nur einen Meter unter dem absoluten Höchststand blieb, und den mächtigen Eisgang vom Januar 1911 ohne nennenswerten Schaden. Die politischen Umwälzungen jener Tage mit dem  Ende der Qing-Dynastie und  der Ausrufung der Republik durch Sun Yat-sen scheinen den Fortgang der Bauarbeiten nicht wesentlich beeinflusst zu haben.
Der letzte Niet wurde am 12. November 1912 in einer Eröffnungszeremonie geschlagen. Der spätere Reichsverkehrsminister Julius Dorpmüller, der damals oberster Betriebsleiter der Staatsbahn war, würdigte aus diesem Anlass in einer Ansprache die Leistungen der am Bau beteiligten Ingenieure und Arbeiter.

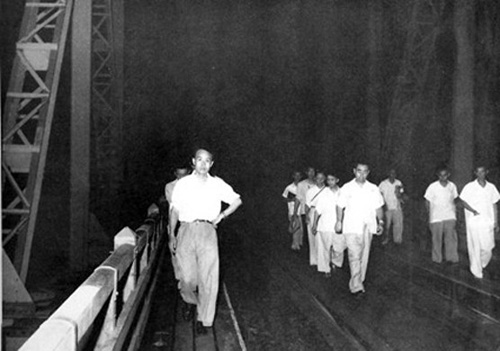
Premierminister Zhou Enlai (Mitte) bei der Inspektion der Brücke, 1958

In den kriegerischen Auseinandersetzungen bis zur Gründung der Volksrepublik China im Jahr 1949 wurde die Brücke mehrfach durch Sprengungen und Artilleriebeschuss beschädigt und wieder repariert. Bei der großen Flut von 1958 eilte Premierminister Zhou Enlai zur Brücke, um die Arbeiten zu ihrer Rettung vor dem Hochwasser anzuspornen. Ein Denkmal am Südende der Brücke erinnert an seinen Inspektionsbesuch. In den Jahren 1959 und 1998 bis 2000 wurden umfangreiche Sanierungsmaßnahmen vorgenommen.